# Stimmenthaltung
Die Stimmenthaltung bedeutet bei Abstimmungen, dass ein stimmberechtigtes Mitglied weder eine Ja-Stimme noch eine Nein-Stimme abgibt, also weder Zustimmung noch Ablehnung erteilt.

## Allgemeines
Kollegialorgane sind unter anderem Aufsichtsrat, Betriebs- und Personalrat, Geschäftsführung, Gesellschafterversammlung, Hauptversammlung, Parlament, Parteien, Regierungen, Verwaltungsbeirat, Verwaltungsrat oder Vorstand.
Die Stimmenthaltung als ein Abstimmungsverhalten setzt das Vorhandensein eines Stimmrechts voraus. Bei Abstimmungen gibt es vorwiegend drei Möglichkeiten der Entscheidungsfindung: Ja-Stimme, Nein-Stimme oder Stimmenthaltung. Mit der Stimmenthaltung soll weder positiv noch negativ auf das Zustandekommen eines Beschlusses eingewirkt werden. Bei einer Stimmenthaltung beteiligt sich ein stimmberechtigtes Mitglied zwar an einer Wahl oder Abstimmung, gibt jedoch keine Stimme ab, die sich einer der angebotenen Alternativen zuordnen lässt. Die Stimmenthaltung wird allgemein und speziell in Hauptversammlungen von Aktiengesellschaften insbesondere von institutionellen Anlegern aus taktischen Gründen häufig als verdeckte Nein-Stimme eingesetzt.

## Wertung der Stimmenthaltung
Eine Stimmenthaltung kann Neutralität, informelle Unterstützung oder auch Ablehnung aller wählbaren Alternativen bzw. Protest gegen etwas nicht zur Wahl stehendes ausdrücken. Bei Wahlen (Bundestags-, Landtags- oder Kommunalwahlen) ist die Möglichkeit einer Stimmenthaltung auf dem Stimmzettel in Deutschland gesetzlich nicht vorgesehen (vgl. § 30 BWG). Denn aus einer Enthaltung kann weder ein Wählerwille abgeleitet noch ein Abgeordneter gewählt werden. Bei Bundestags-, Landtags- und Kommunalwahlen gibt es deshalb nur die Möglichkeit der Zustimmung zu einer Partei, und neben den gültigen werden auch die ungültigen Stimmabgaben gezählt. Die Stimmenthaltungen lassen sich nur sehr grob über die Höhe der Wahlbeteiligung bzw. der Nicht-Wahlbeteiligung schätzen.
Stimmenthaltungen werden bei Wahlen oder politischen Abstimmungen in Deutschland sehr unterschiedlich erfasst. Bei Abstimmungen über Gesetzesvorlagen im Deutschen Bundestag oder der Wahl des Bundestagspräsidenten werden neben den Ja- und Nein-Stimmen auch die abgegebenen Enthaltungen gezählt.
Die CDU zählt Enthaltungen bei Vorstandswahlen nicht mit – im Gegensatz zu anderen Parteien. Bei der CSU gelten Enthaltungen sogar als ungültige Stimmen. Daher würden die Unionsparteien zum Beispiel bei 90 Ja-Stimmen, null Nein-Stimmen und 10 Enthaltungen bekanntgeben, dass ein Kandidat mit 100 Prozent der Stimmen gewählt worden sei.
Im deutschen Vereinsrecht zählen bei Wahlen die Stimmenthaltungen und ungültige Stimmen nicht mit, wenn nicht ausdrücklich etwas Abweichendes in der Satzung geregelt ist. Stimmenthaltungen gelten als nicht abgegebene Stimmen. Der Bundesgerichtshof (BGH) hatte bereits im Januar 1982 entschieden, dass bei der Beschlussfassung im Verein „die Mehrheit nur nach der Zahl der abgegebenen Ja- und Nein-Stimmen zu berechnen (ist), Enthaltungen sind nicht mitzuzählen.“
Auch im übrigen Gesellschaftsrecht entscheidet danach die Mehrheit der „abgegebenen“ Stimmen (§ 133 Abs. 1 AktG, § 47 Abs. 1 GmbHG, § 53 Abs. 2 GmbHG und § 16 Abs. 2 GenG, § 43 Abs. 2 GenG). Als „abgegeben“ gelten nur die Ja- und Nein-Stimmen. Eine Geschäftsordnung kann bei Aktiengesellschaften nach § 129 Abs. 1 AktG Regeln für die Vorbereitung und Durchführung einer Hauptversammlung enthalten. Hierin können auch Abstimmungsregeln vereinbart werden. Die Beschlüsse der Hauptversammlung bedürfen gemäß § 133 Abs. 1 AktG der Mehrheit der „abgegebenen Stimmen“ (einfache Stimmenmehrheit), soweit nicht Gesetz oder Satzung eine größere Mehrheit oder weitere Erfordernisse bestimmen. Als Abstimmungsverfahren gibt es für Hauptversammlungen das Additions- oder Subtraktionsverfahren. Beim Subtraktionsverfahren werden bei der Abstimmung über die Beschlussvorschläge der Verwaltung zu den Tagesordnungspunkten lediglich die Nein-Stimmen und die Stimmenthaltungen erfasst. Die Ja-Stimmen werden durch Abzug der Nein-Stimmen und der Enthaltungen von der Präsenz ermittelt. Dazu werden zunächst die Stimmenthaltungen vom vertretenen Grundkapital abgezogen. Dadurch errechnet sich die Zahl der abgegebenen Stimmen (obwohl auch eine Enthaltung eine abgegebene Stimme darstellt). Von der Zahl der abgegebenen Stimmen werden dann die Nein-Stimmen abgezogen, die Differenz ergibt die Zahl der Ja-Stimmen. Da nur die abgegebenen Ja- und Nein-Stimmen gezählt werden, die Enthaltungen aber unberücksichtigt bleiben, wird diese Zählweise dann problematisch, wenn die Zahl der Enthaltungen nicht unwesentlich ist.
Bei Wahlen zur Zusammensetzung von Gremien haben wahlberechtigte Bürger in Deutschland bisher nur zwei Möglichkeiten zur Stimmenthaltung, nämlich als Nichtwähler der Wahl fernzubleiben oder als Wahlteilnehmer einen leeren oder ungültig gemachten Stimmzettel abzugeben. Beide Varianten werden als ungültige Stimmen bezeichnet.

## Bei Abstimmungen
Bei Abstimmungen in Gremien wie z. B. Parlamenten, Aufsichtsräten oder Hauptversammlungen zählt eine Stimmenthaltung
- beim Erfordernis einer absoluten Mehrheit de facto als Gegenstimme zu sämtlichen Alternativen (also auch der „Nein“-Stimmen). Hierbei muss ein bestimmter Anteil aller abstimmenden oder sämtlicher (auch abwesender) Mitglieder des Gremiums für eine Alternative stimmen. Mit einer Stimmenthaltung entscheidet sich das Gremiumsmitglied für keine der wählbaren Alternativen und somit für den Verbleib beim Status quo. Beispiel: Bei der Wahl eines deutschen Bundestagspräsidenten wirkt eine Stimmenthaltung wie eine Gegenstimme, da mindestens die Hälfte aller Bundestagsabgeordneten für einen Kandidaten stimmen muss.[6] Ein neutrales Verhalten durch Stimmenthaltung ist im Bundesrat (Deutschland) nicht möglich. Denn Beschlüsse können im Bundesrat nach Artikel 52 Abs. 3 Grundgesetz nur mit absoluter Mehrheit, bei Verfassungsänderungen sogar nur mit Zweidrittelmehrheit der Gesamtstimmenzahl gefasst werden. Stimmenthaltung wirkt sich deshalb wie ein Nein aus, und dessen inhaltliche Bedeutung hängt von der jeweiligen Fassung der Abstimmungsfrage ab.
- beim Erfordernis einer relativen Mehrheit nicht als wahlbeeinflussende Stimme, sofern die Stimmenthaltung nicht als wählbare Alternative zu vorgesehenen Konsequenzen führt (z. B. erneute Abstimmung). Enthaltungs-Stimmen fließen bei diesem Auswertungsmodus meist nicht in das Ergebnis mit ein, wobei durchaus ein bestimmter Anteil der gezählten Stimmen verlangt werden kann. So wird beim Auswertungsmodus Einfache Mehrheit im Deutschen Bundestag verlangt, dass für eine Entscheidung eine Mehrheit der Stimmen zu Stande kommen muss, hierbei werden jedoch nur „Ja“- oder „Nein“-Stimmen gezählt. Somit ist es in diesem Parlament möglich, dass die Unterstützung einer Alternative durch sehr wenige Parlamentarier zu dessen Umsetzung führt.[7]
- Ist Einstimmigkeit bei der Beschlussfassung erforderlich, steht die Stimmenthaltung dem Zustandekommen von einstimmig zu fassenden Beschlüssen nicht entgegen (Art. 238 Abs. 4 AEUV).

## International
Bei der Schweizer und österreichischen Volksabstimmung gibt es nur die Auswahl zwischen Ja- und Nein-Stimme. Im österreichischen Nationalrat sind Stimmenthaltungen gemäß § 68 Abs. 2 GOG-NR nicht gestattet. Eine Enthaltung der Stimme bei Abstimmungen ist weder in den Plenarsitzungen noch in den Ausschüssen möglich. Da im Nationalrat bei offenen Abstimmungen nur die Zustimmung durch ein Zeichen, in der Regel durch Aufstehen, abgefragt wird, gilt Nichtaufstehen als Verweigerung der Zustimmung. Eine Gegenprobe wie im deutschen Bundestag gibt es nicht. Auch bei namentlichen Abstimmungen haben Abgeordnete daher nur die Möglichkeit, mit „Ja“ oder „Nein“ zu stimmen; die einzige Möglichkeit einer De-facto-Enthaltung wäre, der Abstimmung fernzubleiben. Nach § 17 Abs. 2 Burgenländisches Familienförderungsgesetz gilt beim Familienbeirat eine Stimmenthaltung als Ablehnung.
In Frankreich haben die Stimmenthaltung (französisch abstention) und die Abgabe ungültiger Stimmen eine lange Tradition. In der Regel stimmen zwischen 2 % und 5 % der Wähler in dieser Form ab. Bis Februar 2014 wurden Enthaltungen bei Wahlen als ungültig gezählt, seitdem wird ein „weißes Votum“ (französisch vote blanc) bei der Auszählung berücksichtigt.
Der UN-Sicherheitsrat forderte in einer UN-Resolution im Dezember 2016 ein Ende des israelischen Siedlungsbaus im Westjordanland und im Osten Jerusalems. Anders als bei früheren ähnlichen Resolutionen verzichteten die USA auf ihr Vetorecht, enthielten sich der Stimme (englisch abstention) und ebneten so den Weg für den Beschluss gegen Israel.